# Kalendarium historii Bączala
Bączal Dolny i Bączal Górny – dwie historycznie związane ze sobą miejscowości w podkarpackiej części Pogórza Ciężkowickiego, w powiecie jasielskim, gmina Skołyszyn (dawna ziemia biecka).

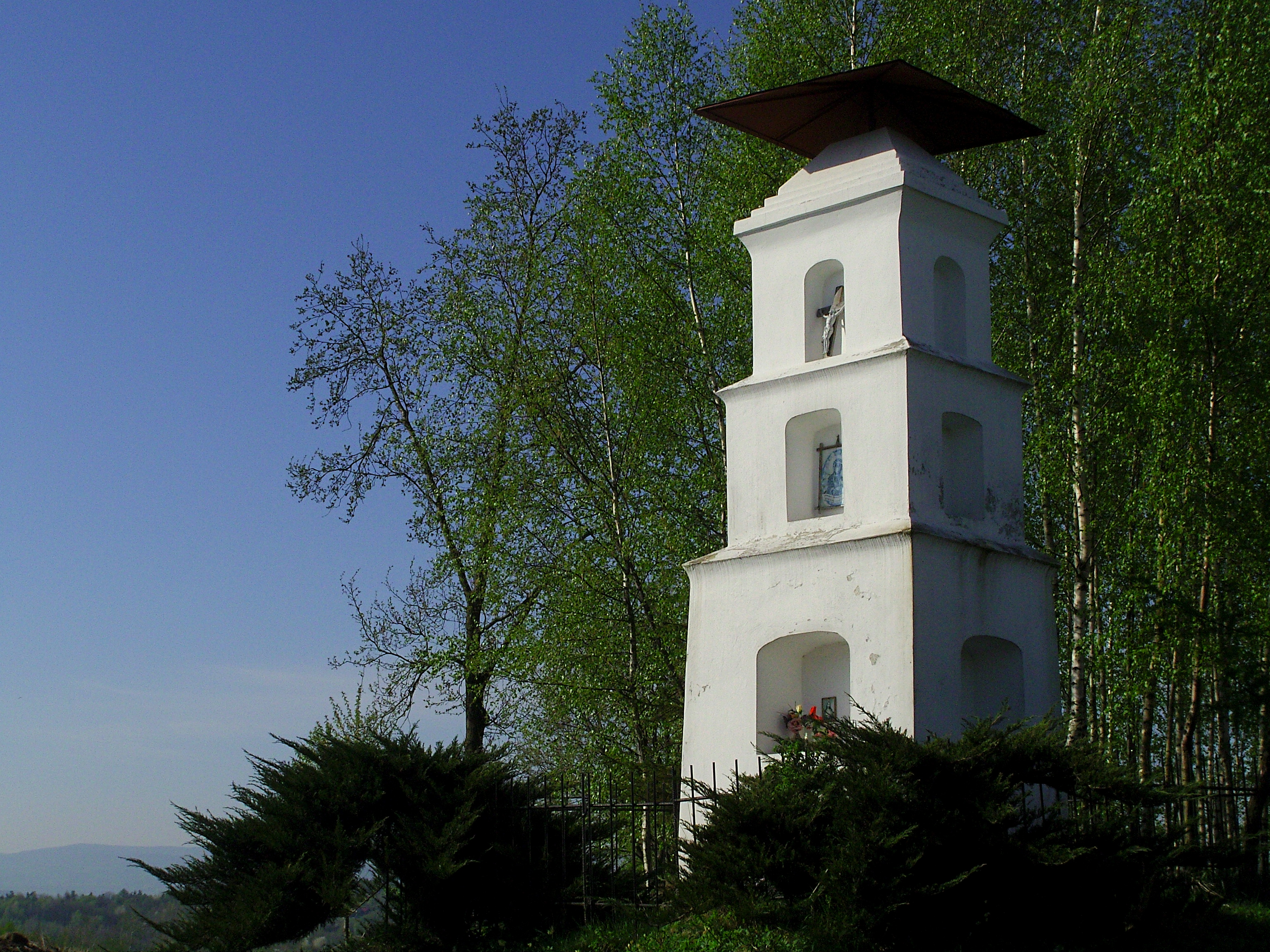
Kaplica Murowana Figura sprzed 1643

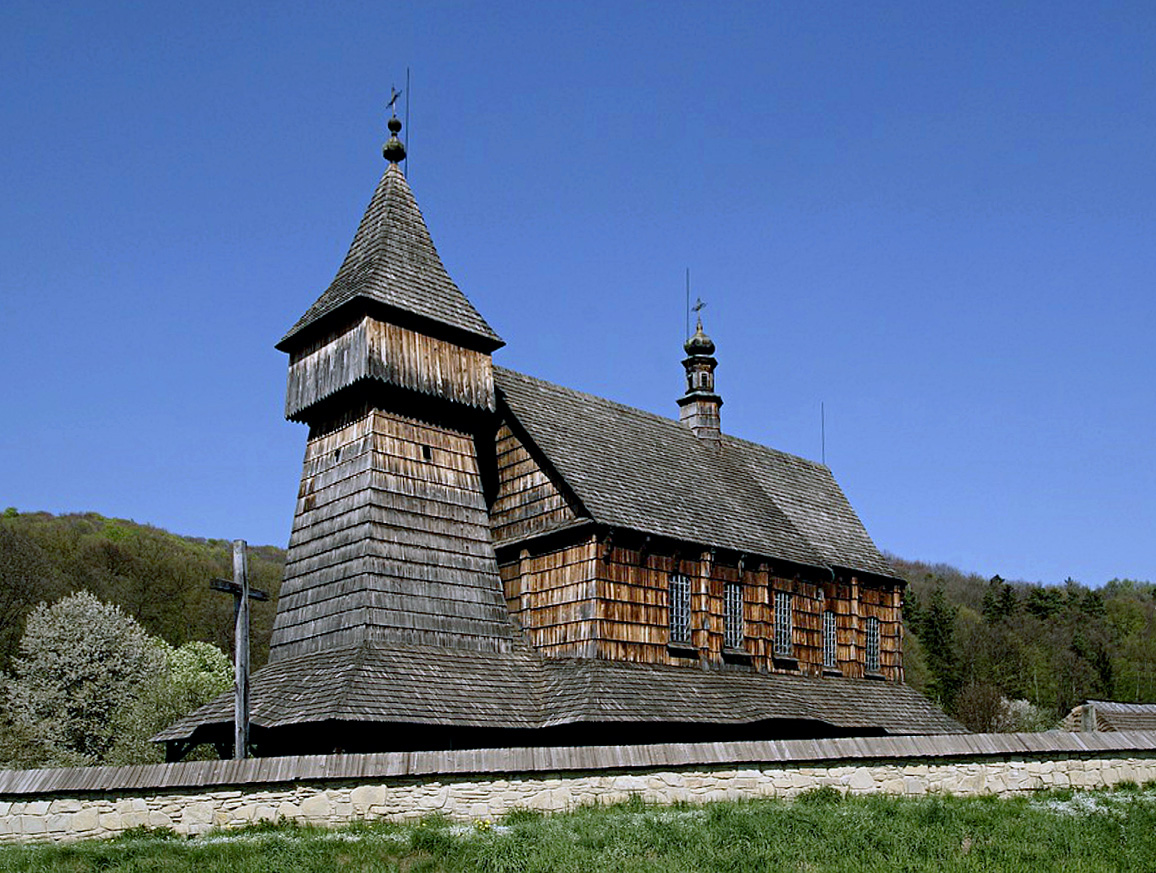
Kościół św. Mikołaja z 1667 roku

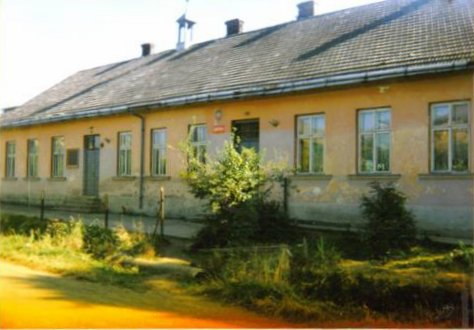
Budynek starej szkoły z 1895 roku

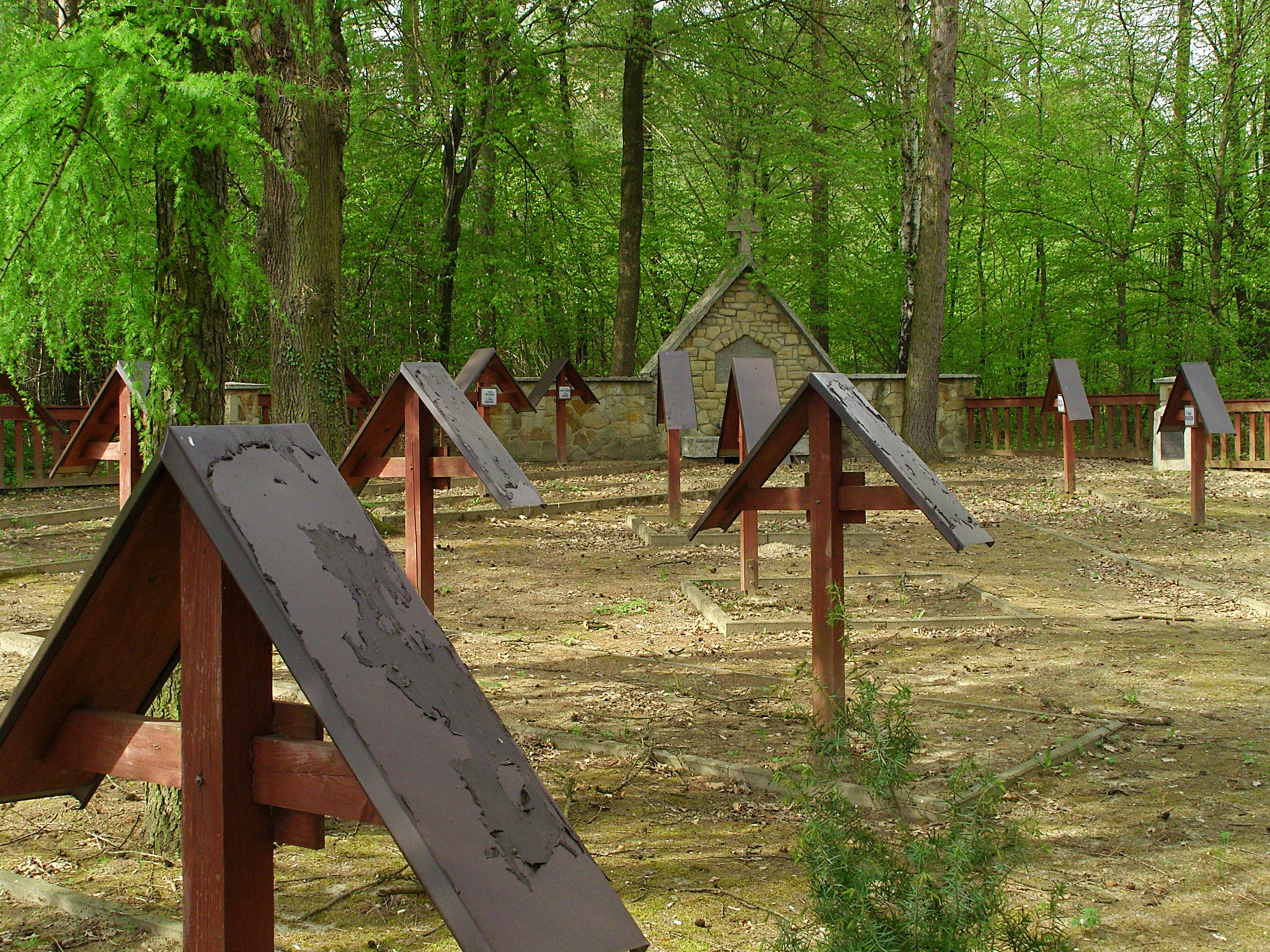
Cmentarz wojenny nr 27 z bitwy pod Gorlicami (5 maja 1915)

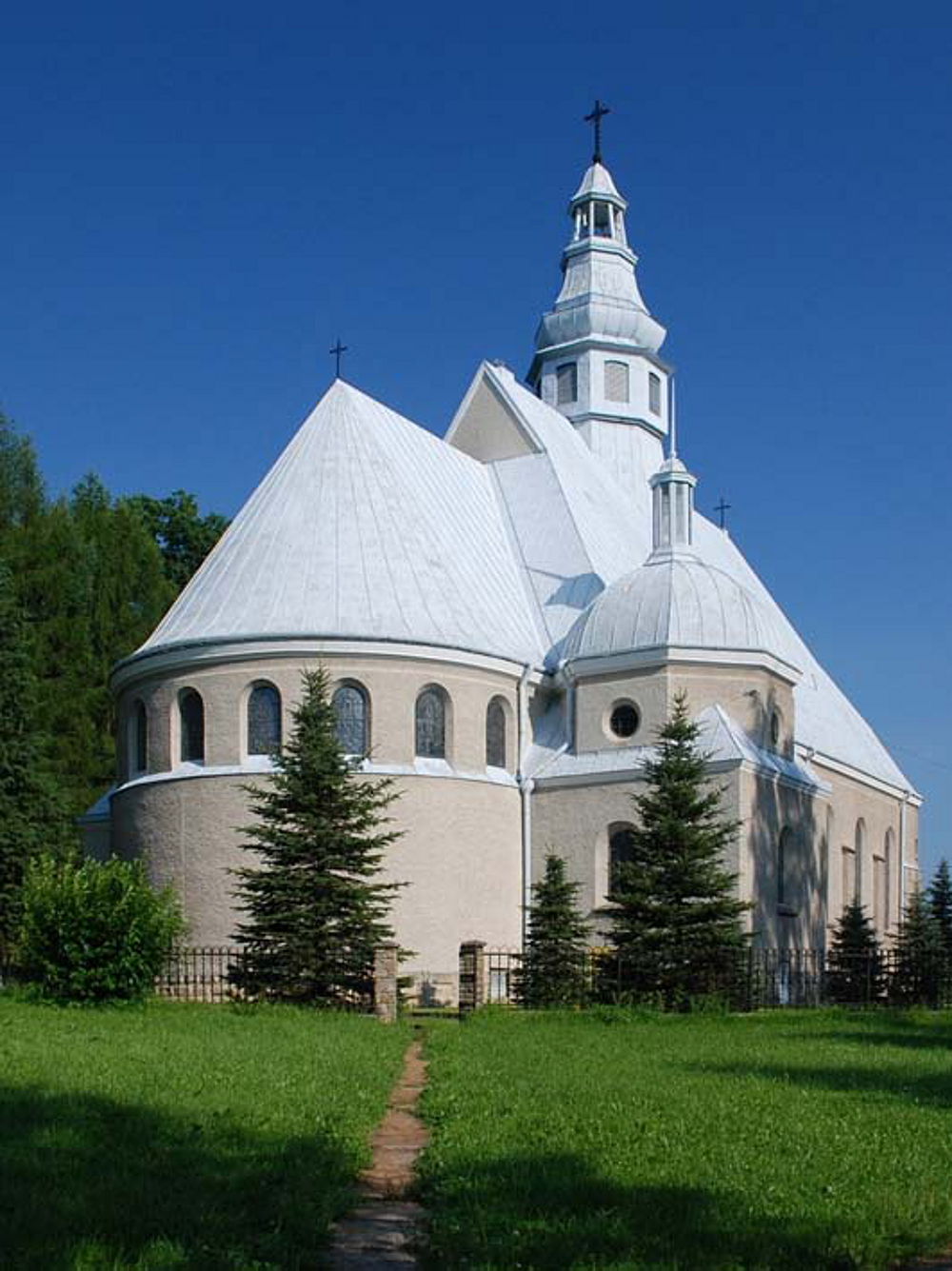
Kościół Imienia Maryi z lat 1957 – 1959

## Starożytność do XII wieku
- 3500 – 1700 p.n.e. – najstarsze ślady osadnictwa na terenie miejscowości[1],
- 1350 p.n.e. – zasiedlenie ludności kultury łużyckiej – Karpacka Troja w Trzcinicy[2],
- II – V w. n.e. – okres wpływów rzymskich w okolicy – znaleziska w Sławęcinie i Święcanach[1],
- VIII – X w. n.e. – okres słowiański – grodziska w Lisowie i Kunowej[3],
- 1124 – pierwsza pisemna wzmianka o Bączalu w dokumencie nadania ziemi benedyktynom z Tyńca[4],

## XIII – XVII wiek
- 1348 – erygowanie parafii w Bączalu Dolnym[5],
- 1370 – lokacja miejscowości na prawie magdeburskim przez króla Kazimierza Wielkiego[6],
- 1378 – kolejna wzmianka o Bączalu w akcie Wojciecha – opata tynieckiego[7],
- 1420 – wspomnienie o sołtysie Mikołaju z Bączala Dolnego[8],
- 1503 – odsprzedania sołtysostwa szlachcicowi Janowi Minoradowi[9],
- 1532 – sołtysostwo bączalskie w rękach Jana Gamrata ze Samoklęsk[10],
- 1581 – wzmianka o właścicielach Bączala Górnego: Sławskim i Krasickim[7],
- 1618 – fundacja szpitala, czyli domu dla ubogich.
- czerwiec 1631 – śmierć publicysty i pisarza Seweryna Bączalskiego[11],
- 1639 – poświęcenie kościoła przez biskupa Tomasza Oborskiego,
- 1646 – dofinansowanie istniejącego już szpitala w Bączalu przez Jana Łętowskiego s. Abrahama[7],
- przed 1643 – budowa Murowanej Figury (kaplica)[12],
- listopad 1655 – Potop szwedzki – zniszczenie pierwszego kościoła[6],
- 1667 – budowa drewnianego, późnogotyckiego kościoła św. Mikołaja[13],
- 1669 – uroczysta konsekracja kościoła św. Mikołaja[14] przez biskupa A. Trzebickiego lub M. Oborskiego,
- 1699 – założenie bractwa Niepokalanego Poczęcia NMP przez ówczesnego proboszcza ks. Kaspra Giersza

## XVIII – XIX wiek
- 1721 – wielka zaraza w Bieczu – exodus mieszczan, m.in. w okolice Bączala,
- 1777 – dobra bączalskie w rękach Andrzeja Łętowskiego[7],
- 1794 – Franciszek Łętowski odsprzedaje klucz bączalski Antoniemu Wiktorowi[15],
- 1780 -1810 – budowa kapliczki św. Floriana[12],
- 1786 – założenie Starego Cmentarza[16],
- 1802 – nabycie majątku ziemskiego w Bączalu Górnym przez Wojciecha Przerwę Tetmajera i Justynę z Choynowskich.
- przed 1825 – budowa kapliczki św. Barbary[6],
- 1836 – narodziny Henryka Stroki – profesora, powstańca styczniowego, zm. 1896 w Rzeszowie[17],
- 1848 – dobudowa murowanej kaplicy przy drewnianym kościele św. Mikołaja,
- 1860 – budowa kapliczki św. Jana Nepomucena[18],
- 1865 – gruntowna restauracja drewnianego kościoła św. Mikołaja[19],
- 1875 – śmierć ks. Pawła Kretowicza, proboszcza[20],
- 1880 – parafia mieści się na terenie sołectwa Bączal Górny[21],
- 1885 – erygowanie szkoły podstawowej w Bączalu Dolnym[22],
- 1892 – narodziny Ewy Fugiel – babci prof. em. Thaddeusa Radzilowskiego, działacza polonijnego w USA,
- 1894 – 1895 – budowa pierwszego, murowanego budynku szkoły[23],
- koniec XIX w. – nabycie majątku w Bączalu Górnym przez malarza Zygmunta Rozwadowskiego[7],
- 1898 – czystki antysemickie i rozruchy, m.in. zniszczenie karczmy prowadzonej przez Żyda,

## XX wiek, I połowa
- 1907 – narodziny przyszłego Sługi Bożego ks. Stanisława Kołodzieja, zm. 1942 w KL Dachau[24],
- maj 1915 – ciężkie walki bitwy pod Gorlicami, do 2003 dwa cmentarze wojenne na terenie parafii[25],
- 1923 – budowa budynku obecnej plebanii[6],
- styczeń 1926 – śmierć ks. kanonika RM Teofila Biesiadzkiego, długoletniego proboszcza, jubilata[26],
- 1928 – powstanie OSP w Bączalu Dolnym[27],
- maj 1939 – śmierć ks. Pawła Matuszewskiego – proboszcza[20],
- wrzesień 1939 – wybuch II wojny światowej, kampania wrześniowa[28],
- 1942 – rozstrzelanie Żydów bączalskich w Rzepienniku Strzyżewskim[29],
- 1 maja 1944 – utworzenie na terenie miejscowości Gminnej Konspiracyjnej Rady Narodowej[30],
- 8 września 1944 – utworzenie w lesie nowińskim konspiracyjnej, Jasielskiej Powiatowej Rady Narodowej[31],
- wrzesień 1944 – zburzenie Jasła, wysiedlenie ludności miejskiej m.in. do Bączala[32],
- 1948 – aresztowania opozycji antykomunistycznej, w tym proboszcza ks. Floriana Zająca[33], 
  - przerwanie budowy kościoła parafialnego według proj. Eustachego Chmielewskiego,
- 1950 – powstanie OSP w Bączalu Górnym[34],

## XX wiek, II połowa

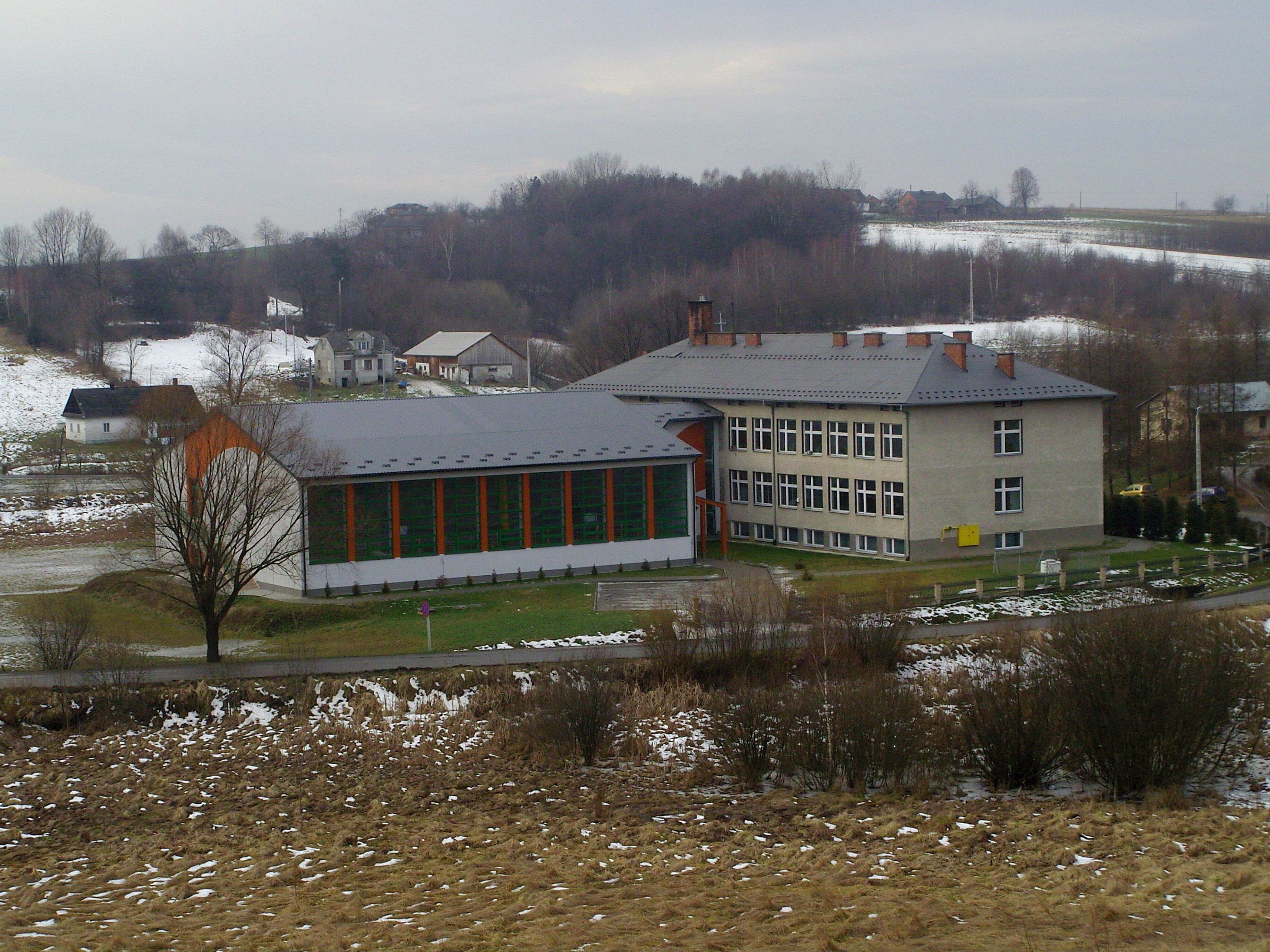
ZSP w Bączalu Dolnym, wyb. w 1992

- 1952 – założenie Nowego Cmentarza[35],
- 1954 – 1961 – okres funkcjonowania gromady Bączal Dolny[36],
- 1957 – 1959 – wznowienie prac budowlanych kościoła Imienia Maryi w Bączalu Dolnym[37],
- 1966 – uroczysta konsekracja kościoła parafialnego w ramach 1000-lecia Chrztu Polski[38],
- 1974 – 1975 – przeniesienie drewnianego kościoła św. Mikołaja do MBL w Sanoku (skansen)[39],
- lipiec 1986 – śmierć ks. prałata Stanisława Czernieca, ur. 1908[40],
- 1986 – gazyfikacja miejscowości[41],
- 1992 – otwarcie obecnego budynku ZSP w Bączalu Dolnym[42],
- 1999 – telefonizacja[41],
- wrzesień 1999 – utworzenie Gimnazjum w Bączalu Dolnym[43]

## XXI wiek

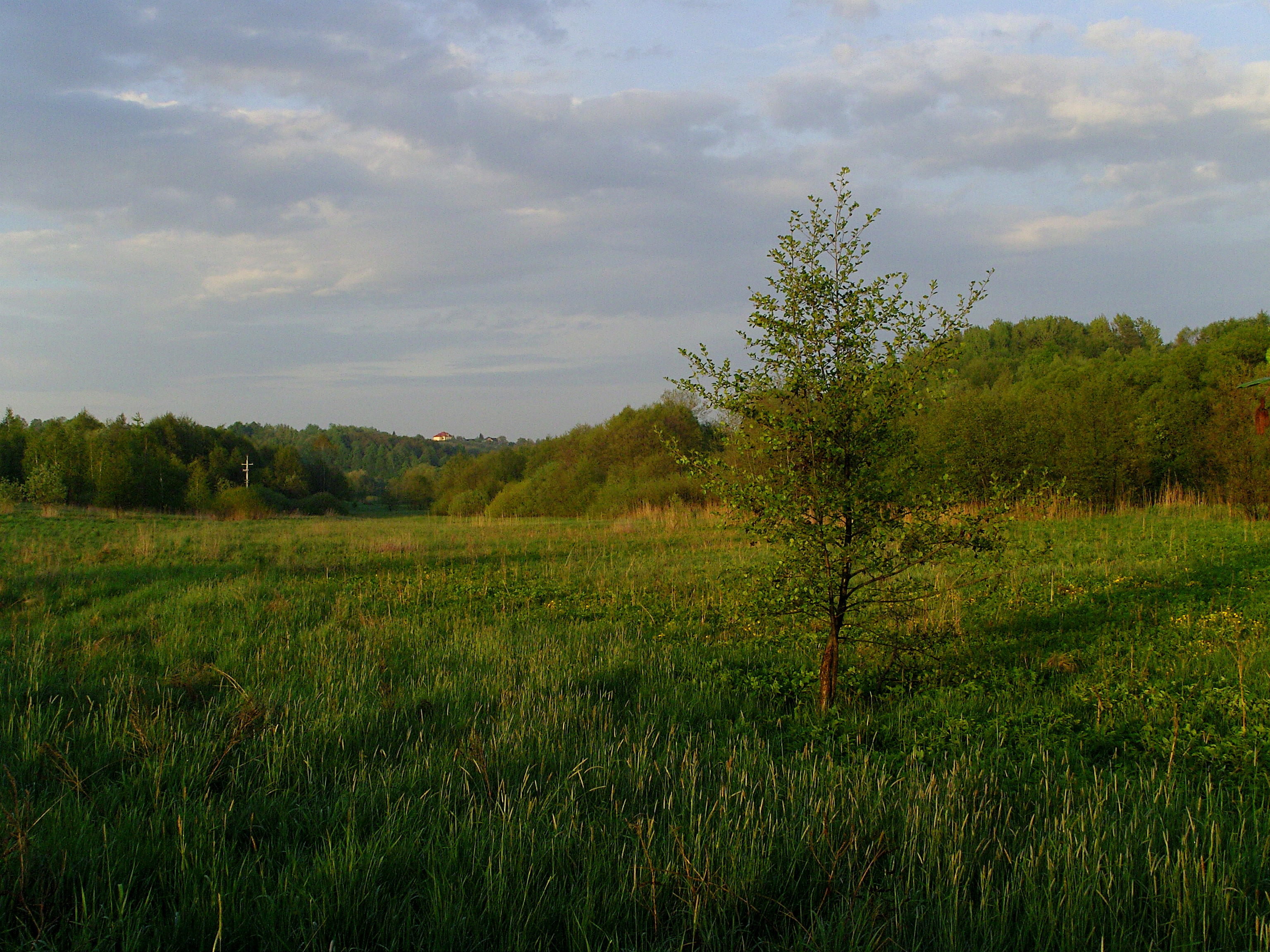
Obszar chroniony w ramach Natura 2000 – Łąki nad Młynówką z 2009

- 2001 – peregrynacja obrazu Matki Bożej Częstochowskiej[44],
- 2008 – pierwszy z cyklu górskich maratonów rowerowych Cyklokarpaty, etap Jasło[45],
- 2009 – utworzenie obszaru chronionego Natura 2000 – Łąki nad Młynówką[46],
- październik 2009 – uroczyste otwarcie zmodernizowanej drogi powiatowej: Bączal-Skołyszyn[47],
- czerwiec 2010 – powódź w Jaśle, podtopienia i osuwiska w Bączalu[48],
- wrzesień 2010 – jubileusz 125-lecia szkoły podstawowej,
- lipiec 2014 – przejście na emeryturę ks. Wiesława Willera, objęcie probostwa przez ks. Krzysztofa Wymazała,
- 12 marca 2016 – rezygnacja z urzędu proboszcza przez ks. Krzysztofa Wymazałę,
- 14 marca 2016 – mianowanie ks. Piotra Sałka na proboszcza w Bączalu Dolnym,
- sierpień 2016 – 2 samochodowy Rajd Grodzki,
- 2018 – jubileusz 670-lecia parafii w Bączalu Dolnym,
- 8 lipca 2018 – 90. rocznica powstania OSP w Bączalu Dolnym z udziałem polskich parlamentarzystów: senator Alicji Zając, posła Bogdana Rzońcy, starosty jasielskiego, wicemarszałek województwa podkarpackiego Marii Kurowskiej, władz powiatowych i gminnych,
- 25 i 26 marca 2019 – pierwsze wybory sołeckie z wydłużoną 5-letnią kadencją Sołtysów i Rad Sołeckich,
- 8 września 2019 – złoty jubileusz kapłaństwa księdza kanonika Wiesława Willera, Piknik Parafialny w Bączalu Dolnym.

## Przynależność państwowa
Od czasu najstarszej zachowanej wzmianki Bączal przynależał od następujących państw:
- 1124-1295 –  Księstwo Polskie[a]
- 1295-1296 –  Królestwo Polskie
- 1296-1300 –  Księstwo Polskie
- 1300-1306 –  Królestwo Polskie
- 1306-1320 –  Księstwo Polskie
- 1320-1386 –  Zjednoczone Królestwo Polskie
- 1389-1569 –  Korona Królestwa Polskiego
- 1569-1772 –  Rzeczpospolita,  Korona Królestwa Polskiego
- 1772-1804 –  Monarchia Habsburgów
- 1804-1867 –  Cesarstwo Austrii
- 1867-1918 –  Austro-Węgry
- 1918-1919 –  Republika Polska
- 1919-1939 –  Rzeczpospolita Polska
- 1939-1944 –  III Rzesza (okupacja wojenna)
- 1945-1952 –  Rzeczpospolita Polska
- 1952-1989 –  Polska Rzeczpospolita Ludowa
- 1989-obecnie –  Rzeczpospolita Polska